# Nordische Tischtennismeisterschaft 1957
Die Nordische Tischtennismeisterschaft 1957 war die fünfte Austragung des von der North European Table Tennis Union (NETU) ausgerichteten Wettbewerbs, die am 16. und 17. November 1957 in der dänischen Stadt Aarhus stattfand.

## Medaillengewinner
| Disziplin    | Gold                                                 | Silber                                                  | Bronze                                             |
| ------------ | ---------------------------------------------------- | ------------------------------------------------------- | -------------------------------------------------- |
| Herreneinzel | Björne Mellström                                     | Tony Larsson                                            | Hans Alsér Arne Høj                                |
| Dameneinzel  | Reina Wetterström                                    | Elisabeth Thorsson                                      | Gudrun Kahns Evy Schandorph                        |
| Herrendoppel | Tony Larsson Björne Mellström                        | Hans Alsér Georg Karlsson                               | —                                                  |
| Damendoppel  | Elisabeth Thorsson Reina Wetterström                 | Birthe Hansen-Hauth Evy Schandorph                      | —                                                  |
| Mixed        | Björne Mellström Elisabeth Thorsson                  | Georg Karlsson Reina Wetterström                        | —                                                  |
| Herrenteam   | SchwedenGeorg Karlsson Tony Larsson Björne Mellström | FinnlandCarl-Erik Grönholm Max Laine Kalevi Lehtonen    | DänemarkHenning Hauth Hardy Holmström Einar Lyttik |
| Damenteam    | SchwedenElisabeth Thorsson Reina Wetterström         | DänemarkBirthe Hansen-Hauth Gudrun Kahns Evy Schandorph | FinnlandHelena Appelberg Sylvi Munkberg            |

## Erfolgreichste Teilnehmer
| Platz | Teilnehmer         | Gold | Silber | Bronze | Gesamt |
| ----- | ------------------ | ---- | ------ | ------ | ------ |
| 1.    | Björne Mellström   | 4    | 0      | 0      | 4      |
| 2.    | Elisabeth Thorsson | 3    | 1      | 0      | 4      |
| 2.    | Reina Wetterström  | 3    | 1      | 0      | 4      |
| 4.    | Tony Larsson       | 2    | 1      | 0      | 3      |
| 5.    | Georg Karlsson     | 1    | 2      | 0      | 3      |

## Medaillenspiegel
| Platz | Land     | Gold | Silber | Bronze | Gesamt |
| ----- | -------- | ---- | ------ | ------ | ------ |
| 1.    | Schweden | 7    | 4      | 1      | 12     |
| 2.    | Dänemark | 0    | 2      | 4      | 6      |
| 3.    | Finnland | 0    | 1      | 1      | 2      |
| 4.    | Norwegen | 0    | 0      | 0      | 0      |